# Larry Killick
Lawrence Findley "Larry" Killick (31 de maio de 1922 — 31 de janeiro de 2013) foi um jogador norte-americano de basquete. Foi a décima escolha geral no draft da BAA (hoje NBA) em 1947 pelo Baltimore Bullets, mas nunca chegou a disputar a National Basketball Association (NBA).